# Erfurtska stolnica
Erfurtska stolnica (nemško Erfurter Dom, uradno Hohe Domkirche St. Marien zu Erfurt ), znana tudi kot stolnica sv. Marije, je največja in najstarejša cerkvena stavba v mestu Erfurt v Turingiji, Nemčija. Je škofovski sedež rimskokatoliške škofije Erfurt. Stolnica je bila večinoma zgrajena v mednarodnem gotskem slogu in stoji na pobočju hriba s pogledom na glavni mestni trg (Domplatz, Stolnični trg), neposredno ob cerkvi sv. Ksaverija. Kot edinstvena arhitekturna celota obe cerkvi skupaj tvorita znamenitost mesta. Prejšnja nemška imena vključujejo Marienkirche in Propsteikirche Beatae Mariae Virginis.

## Zgodovina
Na mestu sedanje stolnice so bile številne druge krščanske stavbe, na primer romanska bazilika in dvoranska cerkev. Leta 742 je sveti Bonifacij postavil cerkev na gomili, kjer je danes Erfurtska stolnica. Sredi 12. stoletja so temelje prvotne cerkve uporabili za romansko baziliko. V začetku 14. stoletja so gomilo povečali, da bi naredili prostor za stolnico sv. Marije.
ffMartin Luther]] je bil posvečen v stolnici 3. aprila 1507.

## Arhitektura
Podobno kot v drugih stolnih in kolegijskih cerkvah je tudi v gotski dobi naraščala potreba po večji in svetlejši cerkvi, predvsem pa koru, zlasti ker ni bilo več dovolj prostora za vse kanonike. Njihovo število se je zaradi številnih ustanov močno povečalo in pri bogoslužju je sodelovalo preko 100 ljudi, ob praznikih tudi do 300 duhovnikov.
V 1280-ih so se začela dela na dodajanju novega, večjega kora s poligonalnim zaključkom. Leta 1290 je bil posvečen prvi prizidek kora. Razširitev osrednjega stolpa se je nato začela in končala pred letom 1307. Služi kot zvonarnica z znamenitim cerkvenim zvonom »Gloriosa«, ki je bil prvič posvečen leta 1251. Vmes je bil zvon večkrat prelit; zadnjič ulit leta 1497.
Kmalu spet ni bilo dovolj prostora. Zato je v 14. stoletju nastal bistveno razširjen kor, obsežna gradbena dela pa so bila opravljena tudi na preostalem delu cerkve. Tako imenovani visoki kor s 5/8 zapiranjem, ki so ga nadaljevali leta 1349 (takrat so bili spodnji metri zidakov dokončani že eno generacijo), je posvetil konstancijski pomožni škof Friedrich Rudolf von Stollberg, ki je služboval med letoma 1370 in 1372.
Stolnica je bila zgrajena iz peščenjaka Seeberger, ki izvira iz Großer Seeberga blizu Gothe.
Posebej velja omeniti poznogotski stekloslikarski cikel (okoli 1370-1420) v visokem koru, ki je eden najbolje ohranjenih v Nemčiji, in notranjo dekoracijo kora, ki je prav tako v veliki meri izvirna. Korne klopi so bile izdelane leta 1329. Dendrokronološka datacija kaže, da je bila načrtovana gradnja daleč pred tem – leta 1329 so stali le še spodnji metri zidakov velikega kora. Po prekinitvi gradnje se je leta 1349 tukaj gradnja nadaljevala.
Kor stoji na masivnih podkonstrukcijah, ki so jih leta 1329 morali zgraditi za umetno razširitev stolnice proti vzhodu. Te podkonstrukcije imenujemo kavate, kar lahko izhaja iz latinskega cavare = "izdolbiti". V srednjem veku in novem času so tu gradili hiše, ki so jih v 19. stoletju odstranili. Iz tega časa je tudi sedanja podoba kora, ko je na novo nastala atika na stenskem vencu in fialah, kipi svetnikov pred oporniki in druga oprema. Zunanja prižnica na enem od stebrov je še srednjeveška. Z gradnjo votlin je nastala spodnja cerkev - ime kripta ni povsem pravilno -, ki je bila posvečena leta 1353. Gotska spodnja cerkev je bila molilnica in procesijska pot hkrati. Zavarovana je procesija Svete Krvi okoli kora. V tej funkciji ni potrebovala neposrednega dostopa iz cerkve, je pa potrebovala dvoja nasprotna vrata za procesijo.
Hkrati z gradnjo kavaten - okoli leta 1330 - je bila zgrajena trikotna veranda na severnem kraku transepta kot glavni vhod. Prikazuje dvanajst apostolov in cikel modrih in nespametnih devic, ki jih obdajata Eklezija in Sinagoga. Na splošno je ta rešitev nenavadna, saj stolnica nima reprezentativnega zahodnega pročelja s portalom, ampak ga doživiš s severovzhoda. To je predvsem posledica omejenega prostora na hribu, ki si ga je še vedno morala deliti s cerkvijo sv. Ksaverija in pomembnim srednjeveškim mestom vzhodno od stolnice.
Iz leta 1452 prihaja novica, da se bo ladja zrušila. To sicer ni povsem neverjetno, saj je bila romanska ladja še v uporabi, verjetno pa je do novogradnje pripeljala bolj želja po moderni stavbi, podobni tisti sosednje cerkve sv. Ksaverija. Ta je po požaru sredi 14. stoletja že dobila novo ladjo.
Leta 1455 so ladjo dokončno podrli in začeli z novogradnjo poznogotske dvoranske cerkve. Razlog za spreobrnitev je očitno ta, da so kanoniki želeli pridobiti več prostora za skupnost. Vendar pa bo treba v precejšnji meri oceniti tudi samostojni delež meščanskega prebivalstva pri financiranju gradnje. Cerkev je bila spet uporabna okoli leta 1465, saj se skozi zahodni portal poroča o procesiji Corpus Christi. Kdaj je bila ladja dokončana, ni znano. Tudi poznogotski zvezdasti obok v južnem kraku prečne ladje je verjetno iz zadnje tretjine 15. stoletja in je verjetno nekoč označeval lokacijo relikviarnega groba sv. Adolar in Eoban (danes v spodnji cerkvi).
Križni hodnik južno od stolnice je sedaj razdeljen na tri dele in zapira manjše križno dvorišče. Zahodni in južni sta običajna enoladijska križna trakta, severni je nastal z gradnjo poznogotske ladje. Nasprotno pa je vzhodni trakt križnega hodnika zasnovan kot dvoladijska tako imenovana Kunigundenhalle. Dvorana je bila uporabljena za srečanja kapitlja in je bila verjetno zgrajena približno v istem času kot dokončanje stolpov v letih 1230/1240. Preostali deli križnega hodnika so bili zgrajeni in predelani po delih od srede 13. stoletja do sredine 14. stoletja, vzhodni trakt pa je bil kasneje obokan sredi 14. stoletja. Tudi samostanske stavbe so v letih, ki so sledila, zlasti v 19. stoletju, doživele velike spremembe.
Kapela Klemna in Justa v vzhodnem traktu, enoladijska, enopolna soba z zvezdastim obokom in 5/8 zaključkom, je bila dokončana leta 1455 in prav tako odstopa v osi proti severu.
Mesto in cerkev sta med tridesetletno vojno doživela več lastniških menjav. Med letoma 1697 in 1706 je nastal mogočni baročni veliki oltar, ki so ga postavili na koru, da bi liturgičnim slavjem dali pompozno okolje in navzven prikazali zmago nadškofa Mainza nad protestantskim mestom. Nadškof Mainza je vse bolj izgubljal zanimanje za samostan in v 17. in 18. stoletju skoraj ni dovolil izvajanja vzdrževalnih del. Potem ko so stolpne čelade leta 1717 pogorele, so postavili le ravno zasilno streho.
Med napoleonskimi vojnami sta bila Domberg in Petersberg spremenjena v trdnjavo, francoske enote pa so stolnico zlorabile kot konjušnico. Med bombardiranjem v osvobodilnih vojnah leta 1813 je bila uničena celotna strnjena zazidava stolnega trga s kurijo. Leta 1803 in nazadnje 1837 je bil stolni kapitelj zaradi sekularizacije razpuščen in je od takrat naprej služil kot župnijska cerkev. V Erfurtu, zdaj Prusiji, se je leta 1828 začel obsežen puristični program obnove in predelave, v katerem so poznogotsko štirikapno streho leta 1868 spremenili v nižjo dvokapno streho. Ti ukrepi so bili večinoma dokončani okoli leta 1900.

## Relikvije in zakladi
Stolnica hrani veliko redkega in bogatega pohištva in skulptur, vključno z grobnico domnevno bigamističnega grofa von Gleichena, ki ga spremljata obe njegovi ženi, oltar s štukaturo iz okoli leta 1160, bronasti kandelaber, imenovan Erfurter Wolfram, najstarejše samostojno ulito delo v Nemčiji in zunaj na portalu kipi modrih in nespametnih devic.:50
- Oltar
- Nespametne device iz prilike Deset devic
- Wolframov kandelaber

### Vitražni inventar erfurtske stolnice
Erfurtska stolnica ima obsežen cikel vitrajev visoke umetniške kakovosti iz obdobja med letoma 1380 in 1420 ter ostanke drugih srednjeveških in zgodnjih novoveških vitrajev, nekaj barvnih zasteklitev iz let 1895/96 in pet oken z vitraji Charlesa Crodela od let 1960 - 1962.
Večina oken srednjeveške stolnice kaže znatne korozijske poškodbe stekla in barvne plasti. Poleg tega je njihova prosojnost znatno zmanjšana zaradi večinoma zelo trdega, debelega sloja Wettersteina in so komaj čitljivi. Sodobna okna Crodel kažejo predvsem zaskrbljujoče poškodbe zaradi črne spajke. Potekajo intenzivna dela za zavarovanje zalog. Poudarek prizadevanj je fiksacija ogroženih odsekov črnega spajkanja in tanjšanje Wettersteinove plasti na zadnji strani.